# Radu Câmpeanu
Anton Radu Câmpeanu, né le 28 février 1922 à Bucarest et mort le 19 octobre 2016 dans la même ville, est un homme politique roumain, membre du Parti national libéral (PNL)

## Biographie
Issu d'une famille fortunée avant-guerre, Radu Câmpeanu est chef de la Jeunesse libérale de Roumanie (en) avant la Seconde Guerre mondiale. Pendant la guerre il est étudiant en droit, ce qui lui permet d'être exempté du service militaire.
En 1945, il participe à des manifestations contre la dictature du Parti communiste roumain (P.C.R.) qui s'est emparé du pouvoir par un Coup d'État le 6 mars,. En 1947 il est arrêté par la police politique du nouveau régime, la Securitate, et condamné à quinze ans de camp de travail forcé, participant ainsi à la construction de la ramification nord du canal Danube-Mer Noire, pour finir par être libéré après 9 ans de détention en 1956, lors de la déstalinisation. D'une manière ou d'une autre, il obtient du régime sa liberté et le droit d'émigrer en France où il demande et obtient l'asile politique pour lui et sa famille, et où il rejoint puis dirige des associations comme Comunitatea românilor din Franţa (communauté des Roumains de France), Consiliul Naţional Român (Conseil national roumain) et Uniunea Mondială a românilor liberi (Union mondiale des roumains libres,,.
Après la chute de la dictature communiste, il retourne en Roumanie en janvier 1990 et y participe à la refondation du Parti national libéral dont il est président de 1990 à 1993. Il est candidat à l'élection présidentielle roumaine de 1990 contre l'ex-communiste Ion Iliescu et, copieusement dénigré par la télévision d'état qui le traite d'« agent de la CIA » et de « milliardaire corrompu » ayant « abandonné femme et fils dans la rue à Paris » (son fils Barbu était en réalité professeur à l'École polytechnique), arrive second avec 10,64 % des voix. À l'âge de 74 ans il est de nouveau candidat en 1996, mais entre-temps, après diverses controverses, coalitions et scissions dont ses adversaires le rendent responsable, le parti libéral s'est délité et Câmpeanu ne remporte plus que 0,3 % des suffrages exprimés. Sous de nouvelles formes, la nomenklatura roumaine reste socialement dominante, notamment sur le plan économique. Radu Câmpeau se retire de la vie publique et décède en 2016 à l'âge de 94 ans.

## Publications
- Cu gândul la țară (i.e. « Avec le pays en tête »; Maison d'édition Société Radio-Canada/CBC, i.e. Canadian Broadcasting Corporation, 1995), 144 pages,  (ISBN 9739693024) respectiv 9789739693028